# Analisi delle sollecitazioni (ASME)
Per analisi delle sollecitazioni (o, in inglese, stress analysis) si intende una metodologia per valutare l'effettiva pericolosità di uno stato di sollecitazione su una struttura. L'analisi delle sollecitazioni è applicata sia in campo aeronautico, sia nel campo meccanico particolarmente nella valutazione della sicurezza progettuale dei recipienti a pressione. La prima normativa che ha imposto la verifica di componenti con l'analisi delle sollecitazioni è stata ASME Boiler and Pressure Vessel Code Sez. III (Nuclear Vessels) - 1969.

## Origine delle sollecitazioni
Le sollecitazioni in un corpo sottoposto a carichi e vincoli esterni possono essere dovute a due cause:
- Sollecitazioni di equilibrio dovute alla necessità di soddisfare le condizioni di equilibrio per il sistema dei carichi esterni.
- Sollecitazioni di congruenza dovute alla necessità di rispettare i vincoli esterni ed interni della struttura.

Le sollecitazioni di equilibrio sono quelle legate direttamente ai carichi meccanici (es. lo sforzo normale dovuto ad una forza di trazione esterna su una barretta prismatica). Queste sollecitazioni sono indipendenti dal materiale della struttura quindi non esistono meccanismi interni di limitazione.
Le sollecitazioni di congruenza sono legate alla geometria del corpo ed al sistema di vincoli esterni, (es. le sollecitazioni che si generano all'attacco fra un fondo emisferico ed un fasciame cilindrico in un  recipiente a pressione), quindi sono diverse a seconda della rigidezza delle strutture (o, in modo leggermente meno preciso, a seconda del modulo di elasticità dei materiali componenti la struttura). Questo comporta che, aumentando le deformazioni della struttura, ed in particolare se una parte della struttura supera il limite di elasticità, queste sollecitazioni vengono limitate al limite plastico del materiale.
In alcuni casi sia le sollecitazioni di equilibrio sia le sollecitazioni di congruenza possono avere un distribuzione che porta ad un sensibile aumento di sollecitazione in un volume estremamente ridotto del materiale (es. le sollecitazioni in prossimità di un intaglio geometrico). Queste sollecitazioni hanno la caratteristica di non essere legate a deformazioni diffuse nella struttura.

## Classificazione delle sollecitazioni
Il codice ASME Boiler and Pressure Vessels fornisce una classificazione delle sollecitazioni, imponendo limiti diversi per le diverse categorie. In questa categorizzazione, data l'applicazione particolare per cui è stata studiata, sono presenti alcune ipotesi che non sempre possono essere applicate ad altri tipi di struttura.
Sollecitazioni primarie di membrana (Pm) sono le sollecitazioni dovute a carichi esterni medie nello spessore del recipiente, lontano da discontinuità. In altri termini, supponendo che lo spessore del recipiente sia infinitesimo rispetto al raggio di curvatura (da qui il nome "di membrana") sono le sollecitazioni richieste per l'equilibrio delle forze esterne agenti. Ovviamente nel caso dei recipienti a pressione queste sollecitazioni devono essere limitate a valori sufficientemente distanti dal limite imposto al materiale, che può essere sia il limite di snervamento, sia il limite di rottura. Per ogni materiale e per ogni temperatura a cui può operare, il codice ASME fornisce il valore a cui sono limitate queste sollecitazioni (Sm).
Sollecitazioni primarie di flessione (Pb) sono la parte di sollecitazione variabile nello spessore del recipiente (o, in termini meccanici, la parte di sollecitazione che tiene conto che il carico agisce su una faccia del recipiente, mentre le sollecitazioni agiscono su tutto lo spessore). Limitando queste sollecitazioni si vuole limitare il rischio di una plasticizzazione completa della sezione, considerando che il rapporto fra il carico che provoca il primo snervamento della sezione ed il carico che porta alla completa plasticizzazione della sezione stessa (cerniera plastica) è una costante dipendente solo dalla geometria della sezione stessa (k), il limite per le sollecitazioni di membrana e flessione (Pm+Pb) è dato da k*Sm, per i recipienti a pressione si assume il k di una sezione rettangolare, cioè 1.5.
Sollecitazioni primarie locali (PL) queste sollecitazioni sono le sollecitazioni dovute a carichi meccanici che si generano in presenza di bruschi cambiamenti geometrici nel recipiente a pressione (tipicamente all'attacco fra il fasciame cilindrico ed i fondi curvi ed all'attacco dei bocchelli). Queste sollecitazioni, essendo dovute alla necessità di continuità della struttura deformata, hanno le caratteristiche di sollecitazioni di congruenza, quindi non possono superare il limite di snervamento del materiale. Tuttavia, data la loro origine tipicamente meccanica, sono soggette a limiti più restrittivi delle sollecitazioni secondarie. In pratica sono sempre sollecitazioni mediate nello spessore (di membrana), e sono limitate a 1.5*Sm. In questo modo viene garantita una plasticizzazione solo ai bordi estremi della sezione.
Sollecitazioni secondarie (Q) sono le sollecitazioni di congruenza vere e proprie, dovute principalmente alle differenze di temperatura fra le varie sezioni del recipiente e, soprattutto, alle differenze di temperatura fra la faccia interna e quella esterna del recipiente. Queste sollecitazioni non possono portare al collasso del componente, nel caso di componenti realizzati con materiali che abbiano un comportamento elasto-plastico, dato che sono limitate dalla sollecitazione di snervamento. Inoltre, se queste sollecitazioni avvengono su un materiale ideale perfettamente plastico (cioè che, una volta raggiunto il limite di elasticità, non assorbe più energia per aumento di sollecitazioni, ma solo per aumento di deformazioni) e  se la deformazione imposta è inferiore al doppio della sollecitazione che si ha al limite elastico, si può dimostrare che avviene il fenomeno detto shakedown, cioè che, dopo un numero limitato di cicli, la deformazione si stabilizza senza aumentare nel corso della vita del componente. Questo limite viene imposto limitando la massima variazione di sollecitazione (se calcolata supponendo il materiale perfettamente elastico) a 3*Sm.
Sollecitazioni di picco (F) sono quelle sollecitazioni che si manifestano solo in volumi limitati di materiale, come in prossimità di intagli o all'interfaccia fra il materiale resistente del recipiente ed un rivestimento (cladding). Queste sollecitazioni possono arrivare a valori nominali molto elevati, ma non portano, in condizioni di esercizio normale, ad un collasso immediato della struttura. Quindi le sollecitazioni di picco sono verificate tramite un'analisi a fatica. Nelle norme ASME vengono fornite una serie di curve per le classi di materiali utilizzati per i recipienti, curve che rappresentano l'inviluppo delle curve limite dei vari tipi di cicli affaticanti. In queste curve sono già inseriti i fattori di sicurezza sia per cicli sia per sollecitazioni, quindi possono essere confrontate direttamente con le sollecitazioni ottenute dal calcolo.
Nella discussione di questa voce è riportato un esempio di analisi delle sollecitazioni.